# Or Sasson
Pour les articles homonymes, voir Sasson.
Or Sasson (en hébreu : אור ששון), né le 18 août 1990 à Jérusalem, est un judoka israélien d'origine Kurde concourrant dans la catégorie des plus de 100 kg, poids lourds. Il remporte notamment la médaille de bronze aux Jeux olympiques de 2016. Il est également double médaillé dans des compétitions continentales, avec une médaille d'argent aux Jeux européens de 2015 et une autre aux Championnats d'Europe de 2016.

## Biographie
Lors des Jeux olympiques de 2016 dans la catégorie des plus de 100 kg, il parvient en demi-finale après avoir battu l'Egyptien Islam El Shehaby, le Polonais Maciej Sarnacki et le Néerlandais Roy Meyer mais il est battu en demi-finale par le futur champion olympique français Teddy Riner. Il parvient toutefois en match de classement à obtenir une médaille de bronze aux dépens du Cubain Alex Maxell Garcia Mendoza.
Son parcours est émaillé d'une polémique sur fond de politique lors de son match au premier tour contre l'Egyptien Islam El Shehaby car ce dernier, battu par ippon, a refusé de serrer la main tendue par Or Sasson.

## Palmarès
| Année | Compétition           | Lieu           | Résultat | Catégorie          |
| ----- | --------------------- | -------------- | -------- | ------------------ |
| 2015  | Jeux européens        | Bakou          | 2e       | Plus de 100 kg     |
| 2016  | Championnats d'Europe | Kazan          | 2e       | Plus de 100 kg     |
| 2016  | Jeux olympiques       | Rio de Janeiro | 3e       | Plus de 100 kg     |
| 2021  | Championnats d'Europe | Lisbonne       | 5e       | Plus de 100 kg     |
| 2021  | Jeux olympiques       | Tokyo          | 3e       | Par équipes mixtes |